# Andrzej Czerwiński (żołnierz)
Andrzej Ludwik Czerwiński (ur. 11 lutego 1895 w Glichowie, zm. 22 marca 1953 w Warszawie) – żołnierz Legionów Polskich, pułkownik dyplomowany artylerii Wojska Polskiego, dyplomata, uczestnik I i II wojny światowej, wojny polsko-bolszewickiej, jeniec oflagu, znawca regionu Europy Środkowo-Wschodniej, kawaler Orderu Virtuti Militari.

## Życiorys
Urodził się w rodzinie o tradycjach patriotycznych w Glichowie, którego przysiółkiem jest Czerwin, wieś gniazdowa Czerwińskich. Był synem Jana i Agnieszki, bratem Wojciecha (historyka, żołnierza AK). W 1914 ukończył Gimnazjum św. Anny w Krakowie (obecnie I Liceum Ogólnokształcące im. Bartłomieja Nowodworskiego w Krakowie) i prawo na Uniwersytecie Jagiellońskim. Przed rozpoczęciem I wojny światowej brał udział w działalności patriotyczno-edukacyjnej w Krakowie. Od 1914 – uczestnik I wojny światowej, żołnierz Legionów Polskich. W 1919 roku organizuje szkołę podoficerską w Przemyślu. W trakcie wojny z bolszewikami internowany, 8 listopada 1920 zbiegł z obozu. Po powrocie do Polski (przez Kłajpedę i Gdańsk) pełnił służbę w Sztabie Generalnym Wojska Polskiego. 
17 maja 1922 roku odznaczono go orderem wojskowym „Virtuti Militari" V klasy. 
Z dniem 1 października 1924 roku, po ukończeniu Kursu Normalnego Wyższej Szkoły Wojennej w Warszawie i uzyskaniu dyplomu naukowego oficera Sztabu Generalnego, został przydzielony do Biura Ścisłej Rady Wojennej. 3 maja 1926 został awansowany do stopnia majora ze starszeństwem z dniem 1 lipca 1925 i 35. lokatą w korpusie oficerów artylerii. Później służył w 28 pułku artylerii polowej w Zajezierzu. Od lutego 1930 do listopada 1934 pełnił funkcję attaché wojskowego w Poselstwie Rzeczypospolitej w Pradze i zajmował się organizowaniem siatki wywiadowczej, relacjami czechosłowacko-niemieckimi oraz stosunkiem ludności czeskiej do ewentualnego sojuszu niemiecko-sowieckiego. 14 grudnia 1931 został awansowany do stopnia podpułkownika ze starszeństwem z dniem 1 stycznia 1932 i 11. lokatą w korpusie oficerów artylerii. Z dniem 1 stycznia 1935 został przeniesiony na stanowisko zastępcy dowódcy 11 pułku artylerii lekkiej w Stanisławowie. Od 18 listopada 1935 dowodził 7 dywizjonem artylerii konnej w Poznaniu. 19 lutego 1938 został dowódcą 4 Kujawskiego pułku artylerii lekkiej w Inowrocławiu. Na tym stanowisku awansował do stopnia pułkownika ze starszeństwem z dniem 19 marca 1939.
24 sierpnia 1939 roku, w czasie mobilizacji alarmowej, został wyznaczony na stanowisko dowódcy artylerii dywizyjnej 4 Dywizji Piechoty. Na tym stanowisku walczył w czasie kampanii wrześniowej. Po kampanii przebywał w niemieckiej niewoli. Był więziony między innymi w oflagach II E Neubrandenburg i VI B Dössel, gdzie prowadził prace konspiracyjne i szkoleniowe oraz własne studia naukowe z dziedziny wojskowości i polityki międzynarodowej. Po powrocie do Polski w 1945 podziela los polskich oficerów. Inwigilowany przez służby bezpieczeństwa, pracuje w handlu zagranicznym, a od 1948 jako magazynier. Umiera w Warszawie, pochowany jest na cmentarzu Powązkowskim (kwatera 15-3-19). 
Był mężem Zofii Józefy Eugenii z Ostafińskich (1899–1949), ojcem Zbigniewa Czerwińskiego (ekonomisty, żołnierza AK, członka „Solidarności” na Akademii Ekonomicznej w Poznaniu).

## Ordery i odznaczenia
- Krzyż Srebrny Orderu Wojskowego Virtuti Militari[8] nr 7504 (17 maja 1922)[9][2]
- Krzyż Niepodległości (6 czerwca 1931)[10]
- Krzyż Oficerski Orderu Odrodzenia Polski[8]
- Krzyż Kawalerski Orderu Odrodzenia Polski (10 listopada 1928)[11]
- Krzyż Walecznych[8]
- Złoty Krzyż Zasługi (10 listopada 1928)[12]
- Medal Pamiątkowy za Wojnę 1918–1921[8]
- Medal Dziesięciolecia Odzyskanej Niepodległości[8]
- Krzyż Komandorski Orderu Gwiazdy Rumunii (Rumunia, 1929)[13]
- Krzyż Komandorski Orderu Lwa Białego (Czechosłowacja)[8]

## Upamiętnienie
Dla upamiętnienia zasług płk. Andrzeja Czerwińskiego dla Polski, umieszczono jego nazwisko na tablicy pamiątkowej znajdującej się na rynku w Myślenicach, na której są „synowie ziemi myślenickiej – kawalerowie orderu wojennego „Virtuti Militari”, m.in. Jan Dunin-Brzeziński.